# Danilo Biranj
Danilo Biranj falu Horvátországban Šibenik-Knin megyében. Közigazgatásilag Šibenikhez tartozik.

## Fekvése
Šibeniktől légvonalban 8, közúton 11 km-re keletre, Dalmácia középső részén a Daniloi-mező nyugati részén fekszik.

## Története
A Daniloi-mező területe a régészeti leletek tanúsága szerint már ősidők óta lakott. A mező középső részén a 20. század során, főként 1951-től a Jugoszláv Tudományos Akadémia által végzett feltárások során egy addig ismeretlen kultúra maradványai kerültek elő, melyet a leletek megtalálási helyéről danilo kultúrának neveztek el. A kultúra az i. e. 4500 és 3900 közötti időben virágzott és a Soča-folyótól Albánia középső részéig terjedt ki. A Daniloi-mezőn erődített településük volt, mely a Danilo feletti 418 méter magas nehezen hozzáférhető magaslaton a Gradinán állt, ahonnan a mező területe könnyen ellenőrizhető volt. Erődített település állt a biranji Szent György templom dombján is. Ezeken a helyeken mindmáig láthatók a szárazon rakott falak és a mindennapi életről tanúskodó számos kerámiatöredék is található. Az i. e. 2. századtól a Római Birodalom hódította meg az Adria keleti partvidékét, mely társadalmi és gazdasági fejlődéséhez vezetett. A Gradinán állt Ridita illír közössége fokozatosan romanizálódott, idővel a magaslat lábához költözött és a mai Danilo helyén létrehozta Rider városát, melynek Claudius császár municípiumi rangot adott. A régészeti feltárások során Danilo területén ebből a korszakból számos épületmaradvány került elő, köztük fűtőrendszerrel rendelkező római villák, valamint gabona, bor és olaj tárolására szolgáló gazdasági épületek. Az 1. századra Rider a Scardona és Salona közötti térség legfontosabb közlekedési csomópontja lett. Ridert valószínűleg az 5. században rombolta le a népvándorlás vihara, majd a 7. században szláv törzsek, a mai horvátok ősei települtek le ezen a vidéken. Erről tanúskodik egy négyszáz sírból álló kora középkori ószláv temető, melyet a Danilo-mezőn tártak fel. A keresztény hitre tért szlávok később újjáépítették az ősi keresztény templomokat. A régészeti feltárásoknak köszönhetően a folyamatos élet nyomai a 9. századtól egészen a késő középkorig végigkövethetők. A korszak legfontosabb régészeti lelőhelyei közé tartoznak biranji Szent György templom és a Maglovo dombja közelében állt Szent Péter templom maradványai.
A Daniloi-mező településeiről ezután a 13. századból a šibeniki püspökség alapításának idejéből származnak az első hiteles adatok. Eszerint a mező területén ebben az időben Mokro, Biranj, Orišje és Striševo települések álltak. Ezen falvak a 16. század első felében a török hódítás idején pusztultak el. Közülük egyedül Biranj élte túl a török időket. A daniloi plébániát a šibeniki püspökség alapításakor 1298-ban említik először. A török 1522-ben foglalta el a mező területét és a 17. század végéig uralma alatt maradt. A török uralom idején 1537-től a Klisszai szandzsák része volt. A Zagora területével együtt 1684 és 1699 között a moreiai háború során szabadult fel végleg a török uralom alól. Ekkor települt be területe az új lakossággal, akik földműveléssel és szőlőműveléssel foglalkoztak. A török által lerombolt templomokat a 17. században újjáépítették. A település 1797-ben a Velencei Köztársaság megszűnésével a Habsburg Birodalom része lett. 1806-ban Napóleon csapatai foglalták el és 1813-ig francia uralom alatt állt. Napóleon bukása után ismét Habsburg uralom következett, mely az első világháború végéig tartott. A falunak 1857-ben 282, 1910-ben 321 lakosa volt. Az első világháború után rövid ideig az Olasz Királyság, ezután a Szerb-Horvát-Szlovén Királyság, majd Jugoszlávia része lett. Lakossága mezőgazdaságból, szőlőtermesztésből élt. A délszláv háború során a település mindvégig horvát kézen volt. 2011-ben 442 lakosa volt.

## Lakosság
| Lakosság változása | Lakosság változása | Lakosság változása | Lakosság változása | Lakosság változása | Lakosság változása | Lakosság változása | Lakosság változása | Lakosság változása | Lakosság változása | Lakosság változása | Lakosság változása | Lakosság változása | Lakosság változása | Lakosság változása | Lakosság változása |
| ------------------ | ------------------ | ------------------ | ------------------ | ------------------ | ------------------ | ------------------ | ------------------ | ------------------ | ------------------ | ------------------ | ------------------ | ------------------ | ------------------ | ------------------ | ------------------ |
| 1857               | 1869               | 1880               | 1890               | 1900               | 1910               | 1921               | 1931               | 1948               | 1953               | 1961               | 1971               | 1981               | 1991               | 2001               | 2011               |
| 282                | 297                | 282                | 273                | 262                | 321                | 321                | 358                | 494                | 542                | 531                | 526                | 462                | 477                | 457                | 442                |

## Nevezetességei
- Szent György vértanú tiszteletére szentelt temploma[7] a falu feletti magaslaton áll. Apszisa a középkori templom maradványa, melyet 1433 körül egy šibeniki nemesi család építtetett. A mai templom valószínűleg 18. századi, melyet 1887-ben és 1904-ben meghosszabbítottak, illetve megújítottak. A harangtorony 1936-ban épült, 2005-ben megújították, benne két harang található. Az oltár barokk képe a Szűzanyát és gyermekét, valamint Szent Jeromost néhány püspök társaságában ábrázolja. A Hétfájdalmú Szűzanya képét 2004-ben vásárolták. A templom körül díszes sírkövek találhatók.
- A Szent Péter templom[8] eredetileg 1409-ben épült, de ebből a templomból is csak az apszis maradt fenn. A templomot 1744-ben meghosszabbították, majd 1904-ben megújították. Homlokzatán a bejárat mellett két ablakocska, felette egy kör alakú kis ablak látható. A harangtorony 1887-ben épült. Fából faragott főoltárán Szent Péter és Pál apostolokat ábrázoló oltárkép látható, mely helyi mester alkotása. A templomot 2006-ban teljesen megújították. A templom körül temető található, melyben ókeresztény bazilika maradványai láthatók.